# Debabrata Chatterjee

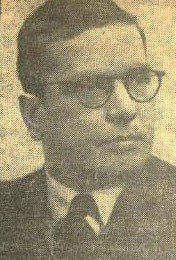
Debabrata Chatterjee

Debabrata Chatterjee (bengalisch: দেবব্রত চট্টোপাধ্যায়, Debabrata Caṭṭopādhyāẏ; * 2. April 1911 in Chinsurah; † 24. September 1960 in Kalkutta) war ein indischer Botaniker und Leiter der Indian Botanical Gardens in Haora. Er war Spezialist für Identifizierung und Klassifizierung kultivierter Pflanzen. Sein offizielles botanisches Autorenkürzel lautet „Chatterjee“.

## Leben
Chatterjee, bengalische Schreibweise: Chattopadhyay, wurde als ältester Sohn von 10 Kindern in Chinsurah (Bengalen) geboren. Seine Eltern waren Lakshminarayan Chattopadhyay, ein Lehrer für Sanskrit, Philosophie und Englisch und Direktor des „Cotton College“ von Guwahati (Assam), seine Mutter war Sati Devi Chattopadhyay. Sie hatten 3 Söhne und 7 Töchter.
Chatterjee erhielt seine erste botanische Ausbildung im Presidency College in Kalkutta und erlangte 1937 den M. Sc. in Botanik mit Auszeichnung. Danach wechselte er zur Universität nach Edinburgh, wo er zwei Jahre unter Sir William Wright Smith arbeitete. Er erlangte den Ph. D., die akademische Doktorwürde, mit einer Arbeit über die Behandlung endemischer Pflanzen in Indien. Seine Doktorarbeit wurde 1939 im „Journal of the Asiatic Society of Bengal Vol. VV“ veröffentlicht.
Nach seiner Rückkehr aus Edinburgh arbeitete er im Herbarium der Indian Botanical Gardens. Danach ging er von 1940 bis 1942 als Dozent für Botanik an das Mandalay College, heute: Mandalay University nach Burma.
Als die Japaner 1942 in Burma einfielen, entkam er und lehrte anschließend vier Jahre am Cotton College in Guwahati.
1946 wurde er Botaniker in den Royal Botanic Gardens, London, wo er für Indien arbeitete. Während dieser Zeit am Kew Herbarium veröffentlichte er Artikel über neue Pflanzen, deren Klassifizierung und Namensgebung. 1948 wurde er von der indischen Regierung gebeten, am Symposium der botanischen Nomenklatur in Utrecht, Holland, teilzunehmen.
1949 kehrte er nach Indien zurück und wurde für sechs Jahre auf den Posten des Systemischen Botanikers ins Indian Agricultural Research Institute nach Delhi berufen. In dieser Zeit publizierte er weitere Artikel über den Ursprung von kultiviertem Reis und anderer kultivierter Pflanzen. Ebenso trieb er die Klassifikation kultivierten, indischen Weizens voran.
Chatterjee heiratete Indira Ganguly. Sie starb am 30. Juli 1953. Das Paar hatte eine Tochter.
Am 1. August 1955 trat er die Nachfolge von K. Biswas als Leiter des botanischen Gartens in Haora an. Debabrata Chatterjee wurde in seinem Büro des botanischen Gartens erschossen.

## Auszeichnungen und Ehrungen
Chatterjee wurde in Anerkennung seiner Arbeit über die indische Flora im Jahre 1954 zum Vizepräsidenten des Internationalen Botanischen Kongresses in Paris ernannt. Dort erhielt er eine besondere Centenary-Medaille der Société Botanique de France.
Im Februar 1955 erhielt er die Brühl Memorial Medaille. Die Auszeichnung erfolgte durch die naturwissenschaftliche Gesellschaft Asiatic Society of Bengal für seine in den letzten fünf Jahren geleistete Arbeit auf dem Gebiet der botanischen Forschung.